# Église Saint-Georges-sur-la-butte (Pskov)
L'église Saint-Georges-sur-la-butte (en russe : Церковь Георгия со Взвоза) est un édifice religieux orthodoxe de la ville de Pskov. C'est un monument historique et culturel du XVe siècle. Elle a été construite en 1494 sur des apports de terre provenant de la rivière Velikaïa et formant des buttes (appelés en russe : vsvos).

## Description
L'église est construite en pierres de calcaire, enduites et blanchies à la chaux. Son volume est cubique et recouvert d'un toit à quatre pans. Le tambour est décoré d'alvéoles semi-circulaires, de bégounets et de porébriks. Mais encore de carreaux de faïence décorés de divers motifs : un homme barbu et un autre glabre, des animaux mythologiques , des oiseaux, un léopard. Les façades latérales sont divisées en trois parties par des lésènes. Sa structure architecturale se caractérise par l'absence d'arc pour soutenir le tambour qui repose directement sur la voûte. Un porche de dimension réduite jouxte la partie ouest de l'église sur les piliers duquel est posé un carillon à deux arcades . À l'intérieur, du côté sud-ouest, à hauteur du chœur, on trouve une pièce en pierre et de l'autre côté de même au-dessus du diakonik. Du côté est, trois absides. Celle du centre est plus haute et plus large et décorée de colonnettes.

## Histoire
Quelques années après la Révolution d'Octobre, en 1923, l'église a été fermée. En 1960 elle est placée sur la liste du patrimoine protégé par l'État, comme patrimoine remarquable. 
En 2016, l'église a été restaurée et est actuellement en fonction pour le culte et les offices religieux réguliers (depuis février 2016).

## Galerie

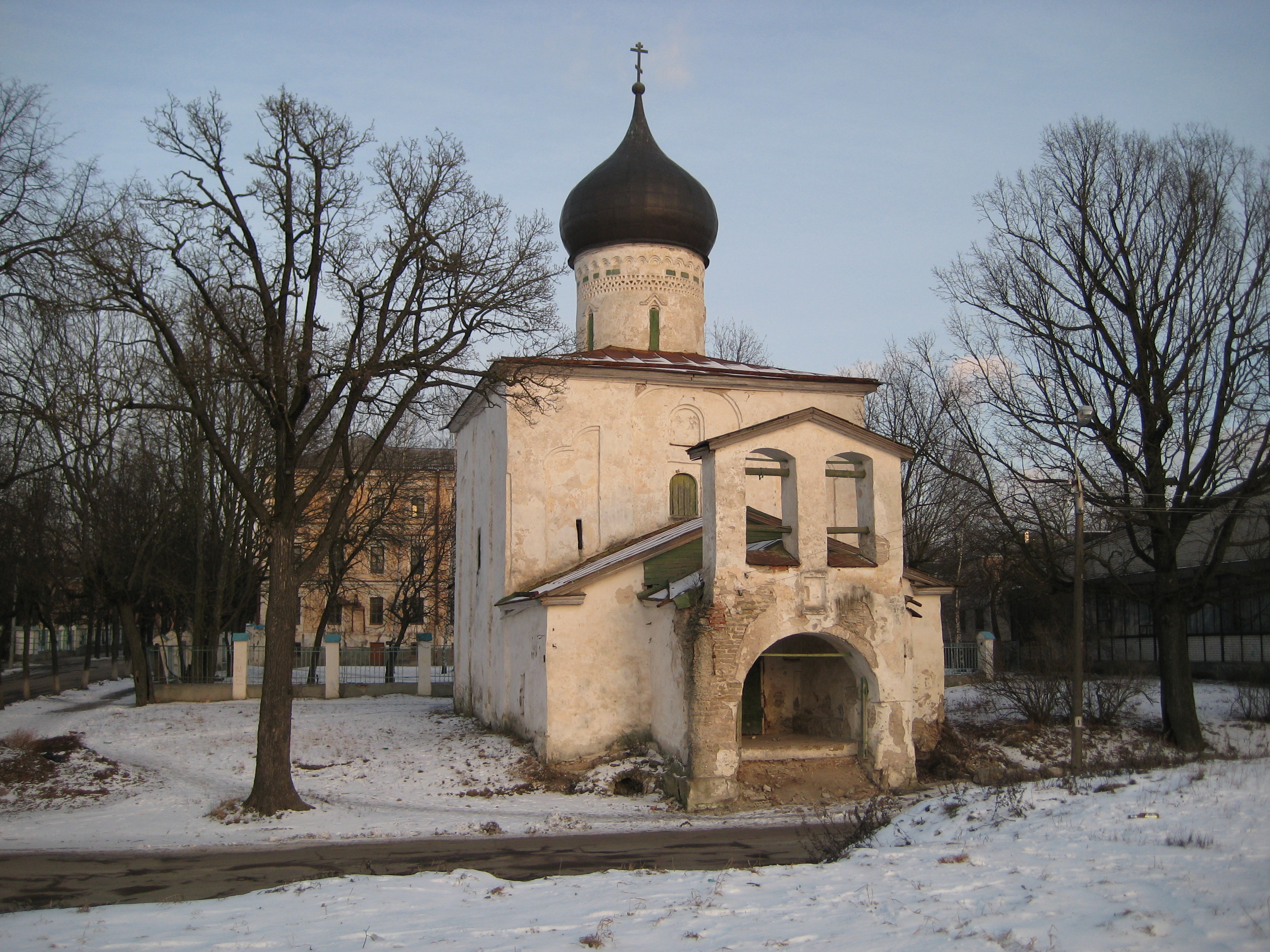
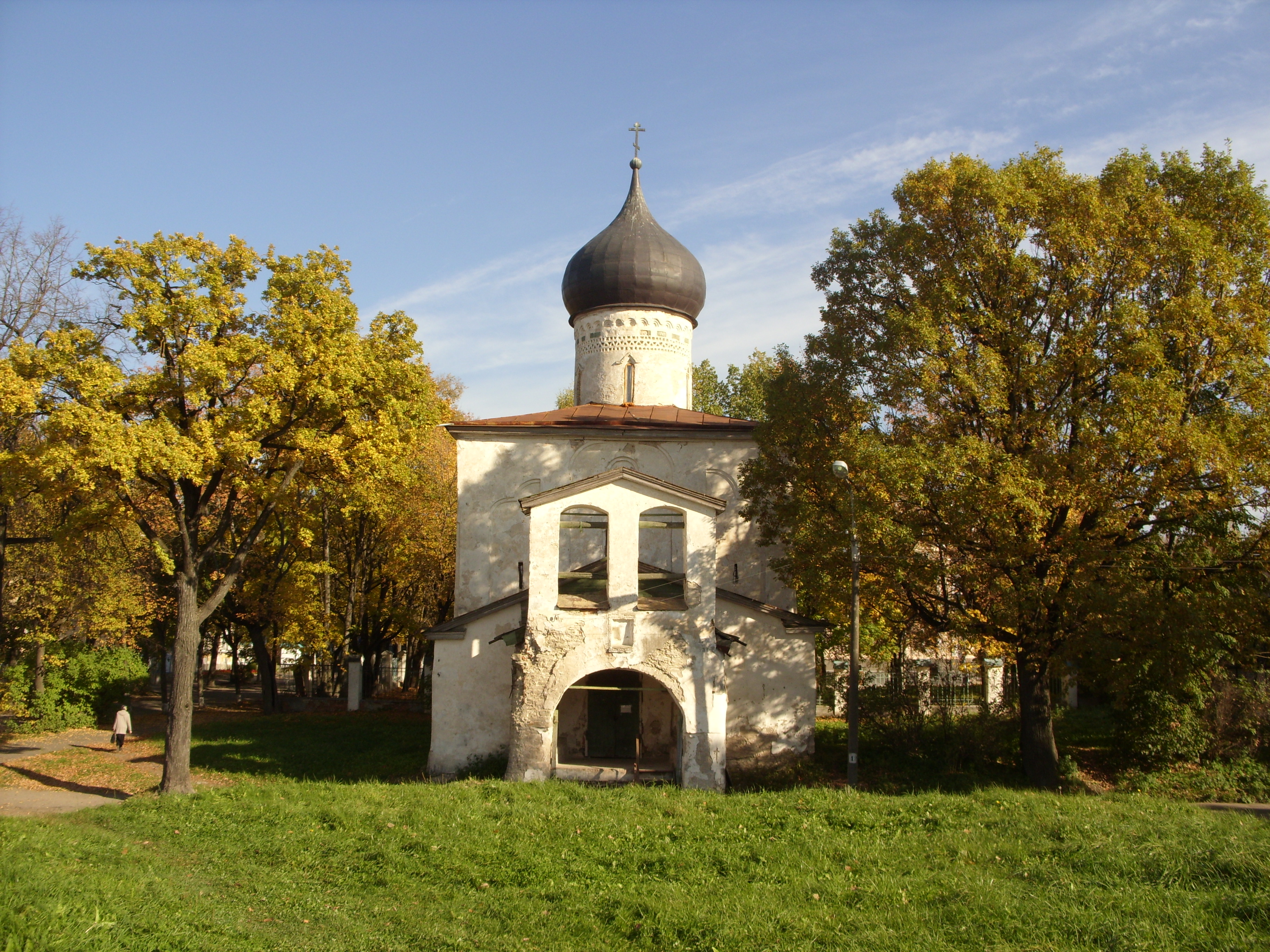
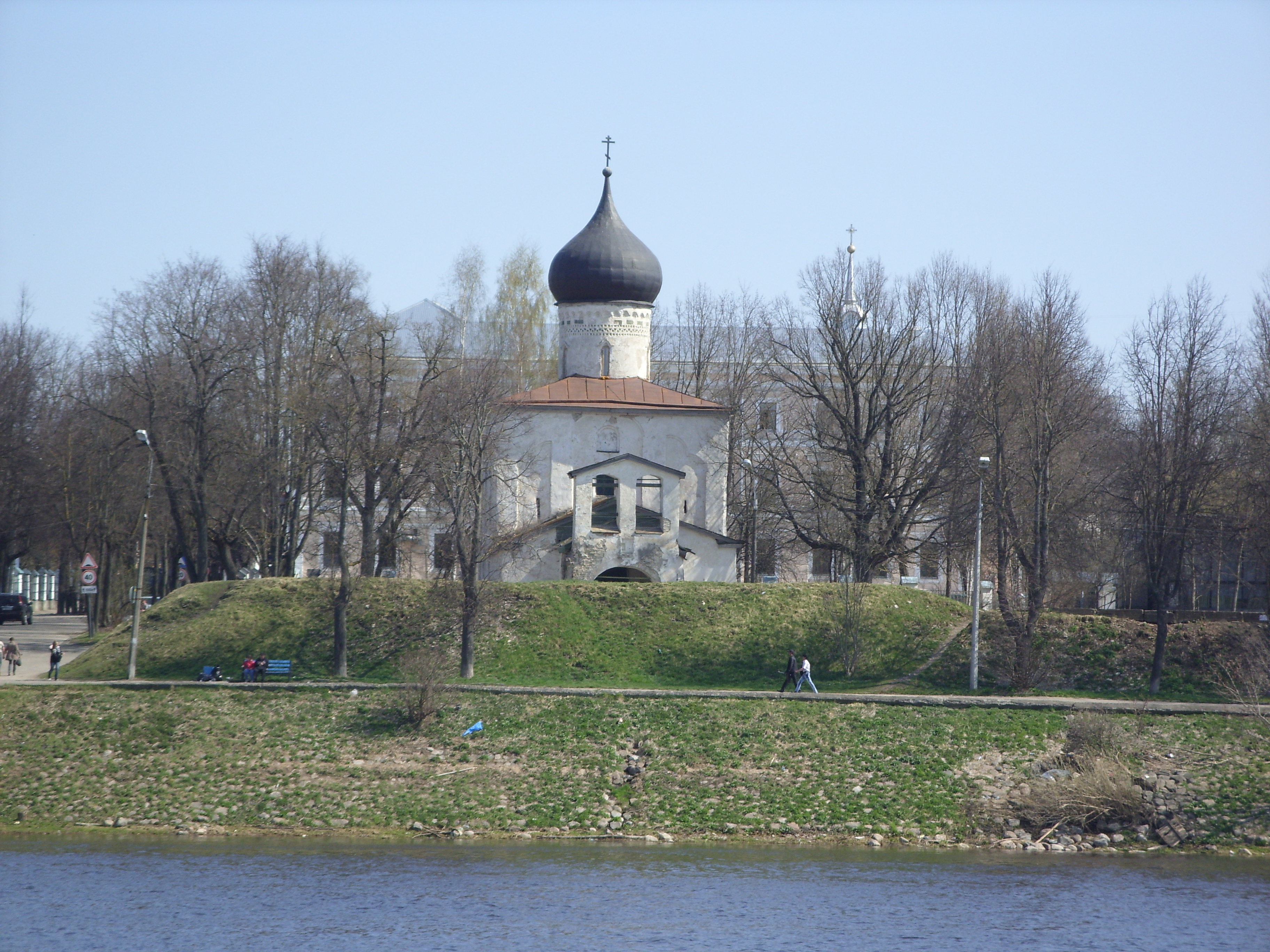
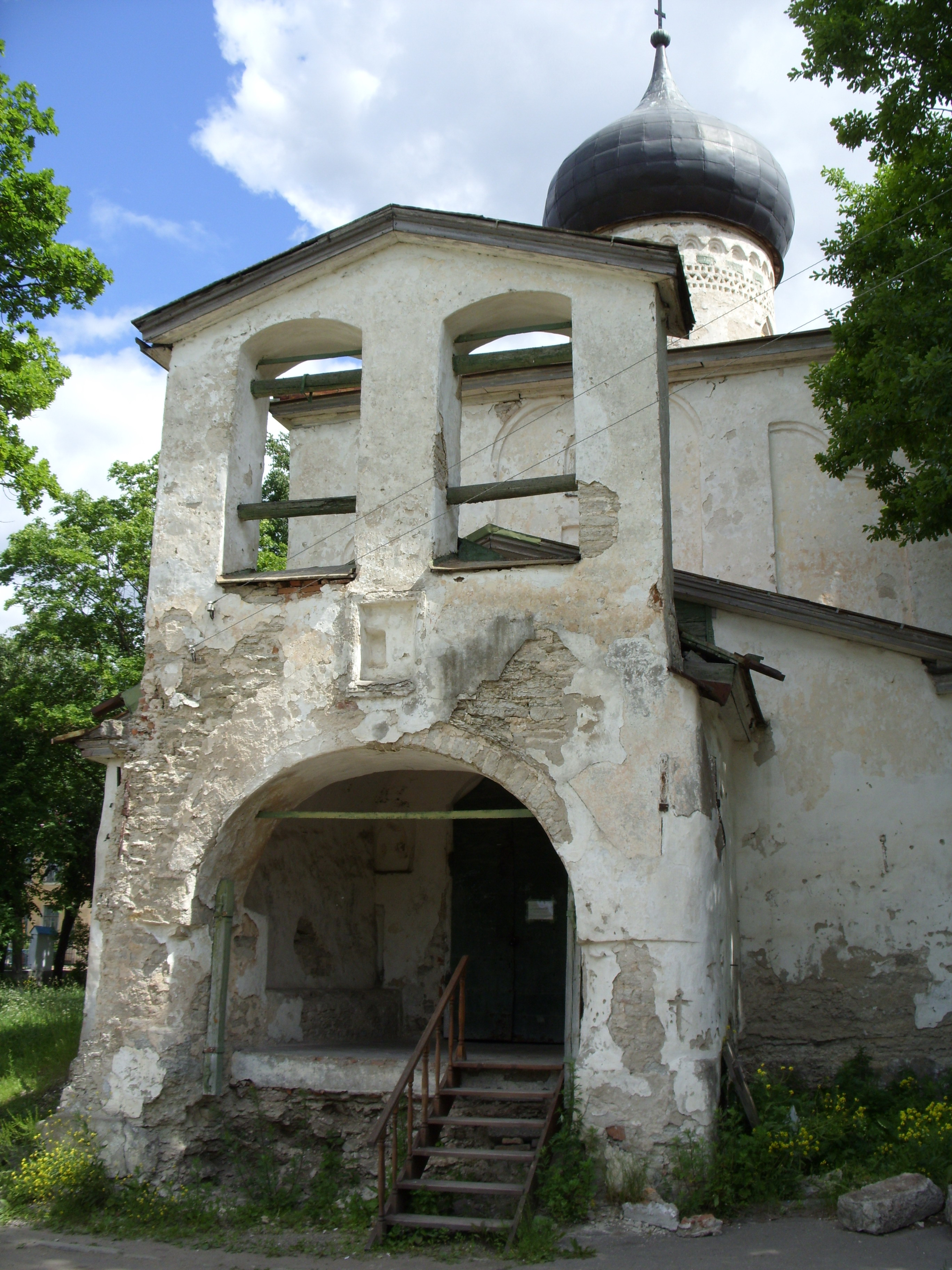
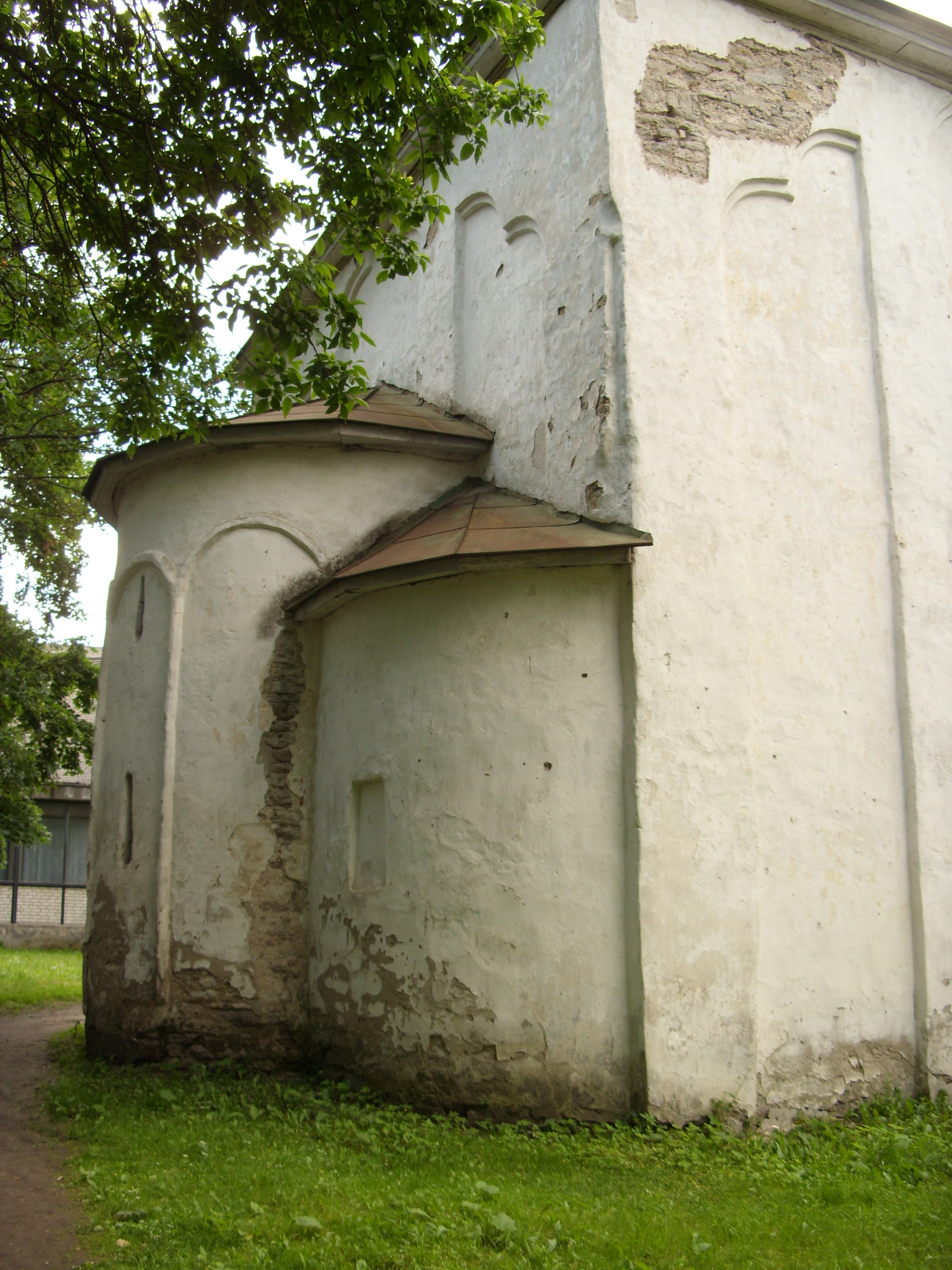
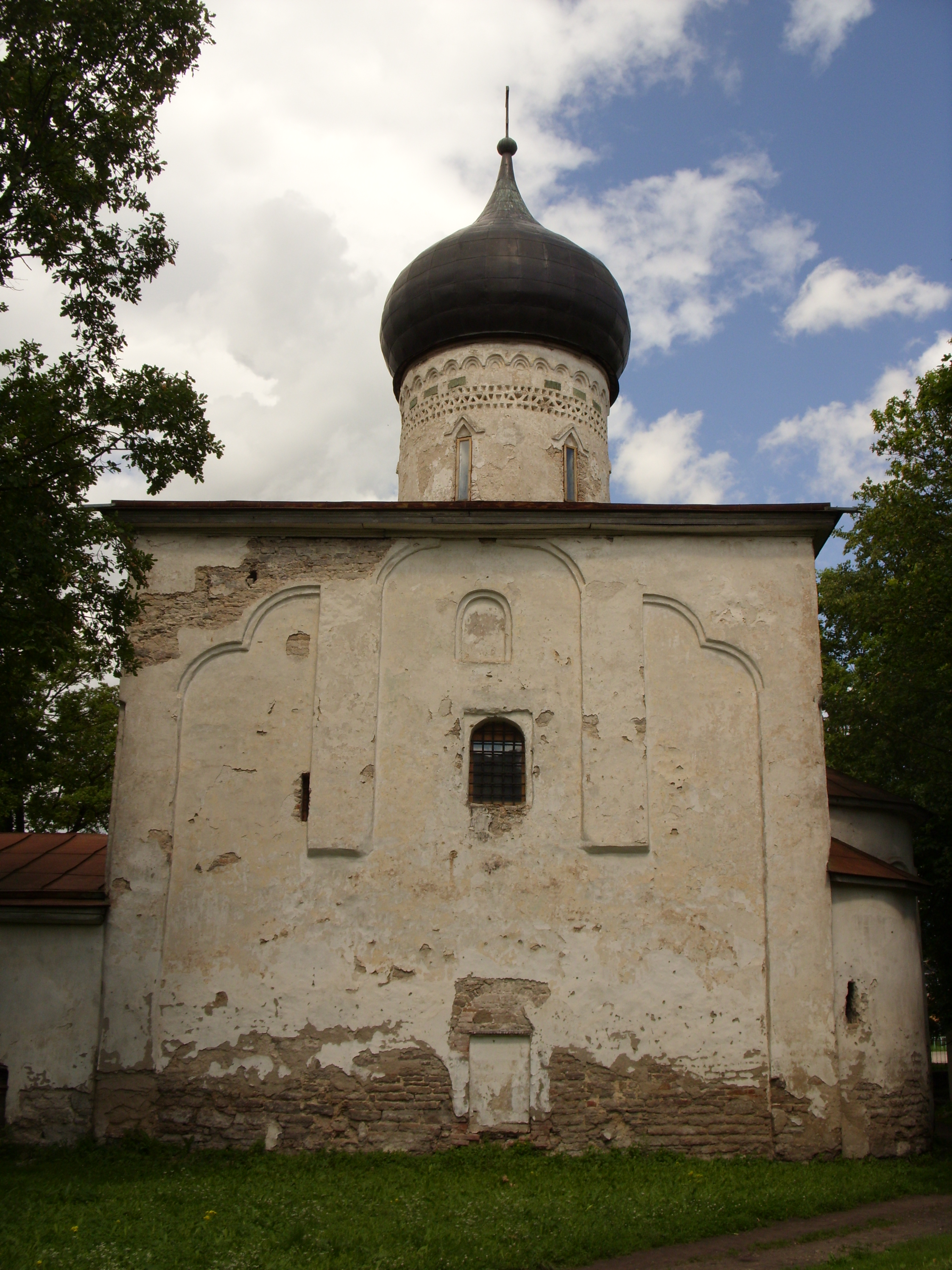

## Sources
- (ru) Iouri Spegalsky Pskov / Спегальский, Юрий Павлович. Псков. Л.-М.: «Искусство». 1963 г. (Серия «Архитектурно-художественные памятники городов СССР»).
- (ru) Iouri Spegalsky Спегальский, Юрий Павлович Псков. Художественные памятники. — Л.: «Лениздат». 1972 г.
- (ru) Iouri Spegalsky Спегальский, Юрий Павлович / Sur Pskov XVII s./ По Пскову XVII века. Л., 1974 г.